# رائول مارسل
رائول مارسل (پرتغالی: Raul Marcel; ۶ فوریهٔ ۱۹۴۸ – ۳۰ مارس ۲۰۱۱) بازیکن فوتبال اهل برزیل بود.
از باشگاه‌هایی که در آن بازی کرده است می‌توان به باشگاه فوتبال پالمیراس اشاره کرد.
وی همچنین در تیم ملی فوتبال زیر ۲۳ سال برزیل بازی کرده است.